# Melithreptus brevirostris
Melithreptus brevirostris là một loài chim trong họ Meliphagidae.